# 王磐
王磐（？—？），字文炳，号鹿庵。永年（今属河北）人。

## 生平
王磐為金朝正大四年進士，任归德府录事判官。金亡后去山东讲学。入元后，历任益都等路宣慰副使、参议行中书省事、翰林直学士、翰林承旨、太常少卿等。八十餘歲，退休回到東平，“京師有以木庵陪飯、竇太師陪鍼、王状元陪口，作三陪圖”。諡文忠。

## 著作
著有《鹿庵集》。

## 家族
父王禧，金末輸財以興軍務，补进义副尉。

## 延伸阅读
[在维基数据编辑]
 《元史·卷160》，出自宋濂《元史》
 《新元史/卷185》，出自柯劭忞《新元史》